# Tarata
Tarata – miasto w Peru, w regionie Tacna, stolica prowincji Tarata.
W 2008 liczyło 2 821 mieszkańców.